# Facile x Fragile
Pour les articles homonymes, voir Facile et Fragile.
Albums de Camélia Jordana
Lost
(2018) Sorøre
(2021)
Facile x Fragile est le quatrième album studio de la chanteuse française Camélia Jordana, sorti le 29 janvier 2021. C'est un double-album de 20 titres,. Une réédition de l'album est sortie le 30 juin 2023.

## Genèse
Le 6 février 2020, Camélia Jordana sort un nouveau single Facile extrait de l'album. Il est certifié single de platine en France.
Le 29 juin 2020, via un post Instagram, elle annonce l'album pour le 29 janvier 2021.
Le deuxième single, Silence, sort le 11 septembre 2020. Elle dévoile la pochette et la liste des pistes le 1er janvier 2021.
Puis sort le troisième et dernier single While You Breathe le 15 janvier 2021.
Deux semaines avant la sortie de l'album, deux invités apparaissent, les chanteurs Dadju et Soolking.
Le 1er avril 2022, est dévoilé le titre Mon roi, puis Je te suis le 21 octobre 2022.
Le 30 juin 2023, Camélia Jordana dévoile la réédition de son album nommée Facile x Fragile + contenant 10 nouveaux titres dont Mon roi et Je te suis.

## Accueil commercial
L'album se classe à la 3ème position à sa première entrée dans les charts. L'album atteint les 20 500 exemplaires vendus.

## Clips vidéos
- Facile : 6 février 2020
- Silence : 19 octobre 2020
- Le monde en main : 19 avril 2021
- Mon roi : 16 juin 2022
- Je te suis : 10 novembre 2022

## Liste des pistes
| Facile | Facile                           | Facile | Facile | Facile | Facile | Facile | Facile | Facile | Facile |
| No     | Titre                            | Durée  |        |        |        |        |        |        |        |
| ------ | -------------------------------- | ------ | ------ | ------ | ------ | ------ | ------ | ------ | ------ |
| 1.     | Femmes                           | 2:41   |        |        |        |        |        |        |        |
| 2.     | Silence                          | 3:13   |        |        |        |        |        |        |        |
| 3.     | Le monde en main                 | 3:10   |        |        |        |        |        |        |        |
| 4.     | Loco (en duo avec Dadju)         | 2:49   |        |        |        |        |        |        |        |
| 5.     | Te parler (en duo avec Soolking) | 3:22   |        |        |        |        |        |        |        |
| 6.     | Ta vie pour toi                  | 2:24   |        |        |        |        |        |        |        |
| 7.     | Facile                           | 4:06   |        |        |        |        |        |        |        |
| 8.     | J'oublie vite                    | 3:51   |        |        |        |        |        |        |        |
| 9.     | Nos chansons                     | 3:51   |        |        |        |        |        |        |        |
| 10.    | Si j'étais un homme              | 5:53   |        |        |        |        |        |        |        |
| 35:20  |                                  |        |        |        |        |        |        |        |        |

| Fragile | Fragile                 | Fragile | Fragile | Fragile | Fragile | Fragile | Fragile | Fragile | Fragile |
| No      | Titre                   | Durée   |         |         |         |         |         |         |         |
| ------- | ----------------------- | ------- | ------- | ------- | ------- | ------- | ------- | ------- | ------- |
| 1.      | Jusqu'au bout des cils  | 2:59    |         |         |         |         |         |         |         |
| 2.      | SOS Méditerranée        | 1:36    |         |         |         |         |         |         |         |
| 3.      | Si on s'aimait tou.te.s | 3:09    |         |         |         |         |         |         |         |
| 4.      | Nasta lova              | 5:00    |         |         |         |         |         |         |         |
| 5.      | Wild Man                | 4:19    |         |         |         |         |         |         |         |
| 6.      | Les garçons             | 4:26    |         |         |         |         |         |         |         |
| 7.      | Seul                    | 5:20    |         |         |         |         |         |         |         |
| 8.      | Because of You          | 4:04    |         |         |         |         |         |         |         |
| 9.      | Reste en vie            | 3:13    |         |         |         |         |         |         |         |
| 10.     | While You Breathe       | 2:56    |         |         |         |         |         |         |         |
| 37:02   |                         |         |         |         |         |         |         |         |         |

### Réédition
| Facile x Fragile (Version deluxe) | Facile x Fragile (Version deluxe) | Facile x Fragile (Version deluxe) | Facile x Fragile (Version deluxe) | Facile x Fragile (Version deluxe) | Facile x Fragile (Version deluxe) | Facile x Fragile (Version deluxe) | Facile x Fragile (Version deluxe) | Facile x Fragile (Version deluxe) | Facile x Fragile (Version deluxe) |
| No                                | Titre                             | Durée                             |                                   |                                   |                                   |                                   |                                   |                                   |                                   |
| --------------------------------- | --------------------------------- | --------------------------------- | --------------------------------- | --------------------------------- | --------------------------------- | --------------------------------- | --------------------------------- | --------------------------------- | --------------------------------- |
| 1.                                | Je te suis                        | 3:51                              |                                   |                                   |                                   |                                   |                                   |                                   |                                   |
| 2.                                | Mon roi                           | 3:16                              |                                   |                                   |                                   |                                   |                                   |                                   |                                   |
| 1:19:29                           |                                   |                                   |                                   |                                   |                                   |                                   |                                   |                                   |                                   |

| 1.  | Too Fast                | 4:11 |
| 2.  | De loin                 | 3:51 |
| 3.  | Ca va super             | 6:34 |
| 4.  | Sans romance            | 2:58 |
| 5.  | J'attends que ça passe  | 3:50 |
| 6.  | Le monde est à nos cous | 3:52 |
| 7.  | Je te souhaite          | 3:31 |
| 8.  | Tu veux pas             | 3:47 |
| 9.  | Mon roi                 | 3:16 |
| 10. | Je te suis              | 3:52 |

## Titres certifiés en France
- Facile  Platine (1er juillet 2021)[5]

## Classements hebdomadaires
| Classement (2021)            | Meilleure position |
| ---------------------------- | ------------------ |
| France (SNEP)                | 3                  |
| France (SNEP Physique)       | 4                  |
| Belgique (Wallonie Ultratop) | 25                 |